# اولا جردن
اکساندرا "الا" جردن (موسوم به گرابوسکا؛ متولد ۳۰ سپتامبر ۱۹۸۲) یک رقصنده حرفه‌ای باله اهل لهستان است. به نظر می‌رسد او به عنوان یک حرفه‌ در تلویزیون بریتانیا از سال ۲۰۰۶ تا سال ۲۰۱۵ به شدت به رقص پرداخته‌است. وی پس از برنده شدن در یک رویداد قهرمانی در زادگاهش لهستان، از اردن به انگلستان نقل مکان کرد و شروع به همکاری با جیمز جردن کرد. آن‌ها در ۱۲ اکتبر ۲۰۰۳ ازدواج کردند و در نزدیکی میدنستون در کنت زندگی می‌کنند. او در سال ۲۰۱۸ به عنوان داور در برنامه رقص با ستاره‌ها: Taniec z gwiazdami در لهستان حضور داشت.